# Município de Richland (condado de Wyandot, Ohio)
O município de Richland (em inglês: Richland Township) é um município localizado no condado de Wyandot no estado estadounidense de Ohio. No ano de 2010 tinha uma população de 871 habitantes e uma densidade populacional de 11,09 pessoas por km².

## Geografia
O município de Richland encontra-se localizado nas coordenadas 40° 51′ 41″ N, 83° 28′ 02″ O. Segundo a Departamento do Censo dos Estados Unidos, o município tem uma superfície total de 78.57 km², da qual 78,57 km² correspondem a terra firme e (0 %) 0 km² é água.

## Demografia
Segundo o censo de 2010, tinha 871 pessoas residindo no município de Richland. A densidade populacional era de 11,09 hab./km². Dos 871 habitantes, o município de Richland estava composto pelo 98,62 % brancos, o 0,11 % eram afroamericanos, o 0,11 % eram amerindios, o 0,11 % eram de outras raças e o 1,03 % eram de uma mistura de raças. Do total da população o 1,03 % eram hispanos ou latinos de qualquer raça.